# Lipstick Index
Lipstick Index (in italiano: indice del rossetto) è un indicatore economico non convenzionale formulato nel 2001 da Leonard Lauder, presidente della Estée Lauder Companies, per descrivere un fenomeno di consumo osservato durante periodi di recessione economica.
Secondo l’ipotesi alla base di questo indicatore, in tempi di crisi le persone tenderebbero a ridurre gli acquisti di beni costosi ma continuerebbero (o aumenterebbero) a comprare piccoli beni di lusso, come il rossetto, per gratificarsi con spese relativamente contenute.

## Origine
Il termine fu coniato da Leonard Lauder all’inizio degli anni 2000, dopo aver osservato un aumento delle vendite di cosmetici durante il rallentamento economico post-bolla delle dot-com. In particolare, nel 2001, Estée Lauder notò un incremento nella vendita di rossetti, suggerendo che le consumatrici optassero per acquisti “accessibili” ma soddisfacenti anche in tempi di difficoltà economica.
Lauder teorizzò che il rossetto fungesse da "bene rifugio emotivo", al pari di come l’oro rappresenta un bene rifugio finanziario.

## Funzionamento
L’idea alla base del Lipstick Index è radicata nell’economia comportamentale e nella psicologia del consumo. Quando l’incertezza economica aumenta, i consumatori rinunciano a spese maggiori come vacanze, auto o abiti firmati, ma non abbandonano completamente l’acquisto di beni voluttuari. Piuttosto, spostano le loro preferenze verso prodotti meno costosi che offrono comunque una gratificazione immediata.
Secondo la teoria, il rossetto diventa simbolo di resilienza emotiva e personale. Il fenomeno è considerato in parte comparabile ad altri indicatori di consumo, come:
- il cosiddetto Index dell’ombretto (eyeshadow index),
- l’Hemline Index (secondo cui la lunghezza delle gonne varia in base alla congiuntura economica),
- o l’Underwear Index teorizzato da Alan Greenspan.

## Critiche e limiti
Nonostante la sua popolarità nei media e nel marketing, il Lipstick Index non è considerato un indicatore scientificamente affidabile dagli economisti. Studi successivi hanno mostrato che le vendite di cosmetici non seguono una correlazione costante con l’andamento dell’economia.
Durante la pandemia di COVID-19, ad esempio, le vendite di rossetti calarono drasticamente a causa dell’uso delle mascherine, ma si osservò un aumento delle vendite di altri prodotti, come il make-up per gli occhi o le fragranze. Questo ha portato alcuni analisti a parlare di un possibile "Eye Makeup Index" o di una più ampia "Beauty Index" adattabile ai contesti sociali.

## Curiosità
- Il Lipstick Index è spesso citato nei media finanziari come esempio di comportamento consumistico durante le crisi.
- Alcune aziende di cosmetici monitorano il dato come indicatore complementare per strategie di pricing e comunicazione.